# Presidente da Câmara dos Comuns do Canadá
No Canadá, o Presidente da Casa dos Comuns do Canadá, ou Orador (em inglês: Speaker of the House of Commons; em francês: Président de la Chambre des Communes) é o Presidente da Casa dos Comuns do Canadá. É escolhido pelos Membros do Parlamento em eleições de voto secreto. O Presidente é o responsável pela enforçar a agenda prevista em uma dada sessão da Casa dos Comuns, e controla os debates realizado na última. Em debates, é o Presidente que autoriza um dado Membro do Parlamento a discussar. Se um Membro do Parlamento acredita que uma regra (Standing Order) foi violada, ele ou ela pode alegar "ponto de vista" (point of order),  na qual o Presidente faz uma decisão, que não pode ser relacionada diretamente com o assunto discutido no debate. O Presidente também pode punir Membros do Parlamento que violam regras da Casa dos Comuns. Ao presidir, o Presidente, que, como os Membros do Senado, possui afiliação política, precisa ser imparcial - seja contra membros de seu partido ou contra membros de outros partidos políticos. O Presidente é o principal administrador da Casa dos Comuns. O atual Presidente da Casa dos Comuns do Canadá é O Honorável Geoff Regan MP, do Partido Liberal do Canadá.